# King's Park Football Club
Maillots
King's Park Football Club est un ancien club de football écossais basé à Stirling et qui a été actif entre 1875 et 1940, membre de la Scottish Football League entre 1921 et 1939. 

## Histoire
Le club a été fondé en 1875, adhérant à différentes ligues régionales, dont la Midland Football League, la Central Football Combination, la Scottish Football Union et la Central Football League avant d'intégrer la Scottish Football League en 1921, à l'occasion de la création de la Division 2.
Le club obtint alors des résultats moyens, s'installant dans un rôle d'équipe de milieu de tableau de Division 2, sauf pour la saison 1927-28 où ils ne manquèrent la promotion en Première Division que d'un seul point. 
Ils furent aussi les derniers adversaires de Dundee Hibernian, le 20 octobre 1923, avant leur changement de nom en Dundee United survenu deux jours après.
Leur plus grosse victoire en Scottish Football League survint le 2 janvier 1930 avec un succès 12-2 contre Forfar Athletic.
Ils jouaient leurs matches à domicile à Forthbank Park (en) qu'ils louaient aussi pour des courses de lévriers, ce qui apportait au club une source de revenus non négligeable. Toutefois, la Scottish Football League interdit cette pratique pour éviter que les pelouses des stades de football ne soient trop abîmées mais aussi pour éviter que le football ne devienne trop dépendant du pari sportif.
Avec la Seconde Guerre mondiale, la Scottish Football League interrompit ses compétitions après la saison 1938-39 et King's Park, comme les autres clubs écossais, se consacra alors à des matches amicaux ou à des mini-ligues locales. À l'instar de nombreux clubs écossais, King's Park accueillit pendant la guerre des grands joueurs écossais qui jouaient alors dans des clubs anglais et qui revenaient en Écosse à cause de l'interruption des compétitions en Angleterre. Ainsi, Andy Black et Bill Shankly jouèrent pour King's Park comme guest players.
Le 20 juillet 1940, le destin frappa King's Park car une bombe largué par un avion allemand tomba sur leur stade, Forthbank Park (en), qui fut détruit dans l'explosion (il s'agissait d'une des deux seules bombes allemandes à avoir atteint Stirling durant toute la durée de la guerre).
Le club ne rejoua plus un seul match à partir de ce moment, même s'il postula à l'accession à la North Eastern League en 1944, demande qui fut rejetée à cause de l'absence de stade. Des difficultés financières eurent finalement raison du club, qui continua à exister administrativement jusqu'en 1953, date à laquelle le War Office eut clos définitivement le dossier du bombardement du stade.
Le football à Stirling ne resta pas orphelin, car un nouveau club, le Stirling Albion fut créé en 1945, avec quelques-uns des dirigeants de King's Park. La filiation entre King's Park et Stirling Albion a même été renforcée, le nouveau stade de Stirling Albion, inauguré en 1992, s'appelant Forthbank Stadium en référence au Forthbank Park (en) de King's Park.

## Palmarès
- Midland Football League (1) :
  - Champion : 1893.